# Palikirus cosmetus
Palikirus cosmetus é uma espécie de gastrópode  da família Charopidae.
É endémica de Micronésia.